# Prix Marie-Havez-Planque
Pour les articles homonymes, voir Havez.
Le prix Marie-Havez-Planque, de la fondation du même nom, est un ancien prix de poésie annuel de l'Académie française, créé en 1952 et « destiné à récompenser alternativement l’auteur d'un recueil de contes, de nouvelles, d'un roman psychologique écrits en prose poétique ou tout au moins dans un français très pur, et l'auteur d'un recueil de poésie classique de belle tenue littéraire. Ce prix sera décerné de préférence à l'œuvre d'un écrivain n'ayant encore rien publié en librairie ».

## Lauréats
- 1972 : 
  - Jean-Louis Vallas pour Saint-Louis
- 1973 : 
  - Georges Belloni pour Le soleil dans la maison
- 1974 : 
  - Huguette Chevallard-Filippi pour Les Sarrasines
  - François Pradelle (1909-1986) pour Les naïves amours
- 1975 : 
  - Lucienne Léonard pour Le Miroir du temps
- 1976 : 
  - Jeanne Benoit-Guyod (1896-1990) pour Tout l’or du monde
  - Jean Vuaillat pour Apprivoiser la mort
- 1977 : 
  - Joseph de Tinguy pour Frontières indécises
- 1981 : 
  - Anne Faisant pour Chant des eaux
- 1984 : 
  - Michel Cointat pour Les moments inutiles
  - Jean-Marie Olingue (1950-1990) pour Le temps diaphane
- 1987 : 
  - Xavier Bordes pour La pierre amour